# Escudo de Veracruz
El escudo del estado fue originalmente concedido a la ciudad de ese nombre mediante Real Cédula del 4 de julio de 1523, expedida en Valladolid por el rey Carlos I de España y V del Sacro Imperio Romano Germánico. Dada su belleza y trascendencia, el 23 de noviembre de 1954 fue adoptado por la H. Legislatura del Estado como emblema del Estado Libre y Soberano de Veracruz–Llave, hoy Veracruz de Ignacio de la Llave.

## Descripción
El escudo es de estilo castellano y se apoya en un motivo medieval. La heráldica solo hace constar los atributos que existen al interior de la orla del centro. Está cortado en dos campos: el superior en sinople o sinoble (verde) y el inferior en azur (azul), coronado por una cruz malteada en rojo en cuyos brazales se inscribe la palabra latina “vera” (verdadera), en alusión al nombre de la ciudad: Veracruz; en el campo de sinople y con esmalte en oro hay un torreón con dos almenas; en el campo de azur, con esmalte blanco, aparecen dos columnas en cuyas bandas se leen las palabras "Plus" (en la de la izquierda) y "Ultra" (en la de la derecha), que significan "Más Allá".
La orla de oro está tachonada con trece estrellas de esmalte en azul, de cinco puntas cada una de ellas, que representan a las provincias o regiones que en ese entonces pertenecían a la jurisdicción del Gobierno de Veracruz, el campo en sinople significa "tierra firme" y el torreón de oro con dos almenas (en heráldica: poder, fortaleza o grandeza) significa "refugio de Indias"; el campo en azur significa el mar y las columnas y su inscripción que el poderío y reino de España traspasaba el Mediterráneo y el estrecho de Gibraltar las Columnas de Hércules de los antiguos, tradicional límite de los navegantes hasta el descubrimiento de América por Colón y los Hermanos Pinzón.

## Marco Legal
-Se adopta como emblema del Estado Libre y Soberano de Veracruz-Llave, el blasón que se insertará enseguida y cuyos caracteres heráldicos son los siguientes: “Un escudo cortado, la parte de arriba en campo sínople y una torre de oro surmontada de una cruz latina en gules, y en sable y centro de ella la palabra Vera, y en la de abajo en campo azur las columnas de Plus Ultra, divisa que en la época se concedió a la Villa de Veracruz como un alto honor; el escudo está orlado con trece estrellas de azur el campo de oro, y el todo se encuentra en fondo de una ornamentación con sus volutas y dos guirnaldas floridas entrecruzadas”.
Constitución Política del Estado Libre y Soberano de Veracruz, Capítulo II, Artículo 1.